# Bizánci
A bizánci a pajzsban elhelyezett korong, melynek borítása fém, egyes meghatározások szerint arany. A mező borításának a színtörvény következtében ezért színnek kell lennie. A címereken laposnak kell ábrázolni. A bizánci teljesen beboríthatja a pajzsot és lehet más címerábrákkal is díszítve.
A neve azokra az írással ellátott vert bizánci aranypénzekre utal, melyeket a keresztesek hoztak magukkal keletről és ezeket más plasztikus pajzsdíszekhez hasonlóan gyakran erősítették fel a pajzsukra, amit végül a családi címerükbe is felvettek. Angliában úgy tartották, hogy nem volt rajta semmilyen ábra. A francia heraldikában a besant kifejezést általában a két fémkorongra használják, míg a színnel borított korongok általános elnevezése torteaux, de ezt néha a fémkorongokra is használják. Franciául (és angolul) az arany bizánci neve besant d'or, az ezüsté besant d'argent (angolul plates, a régi címerkönyvekben rondeaux d'argent, torteaux d'argent, gastelles d'argent, pelotes d'argent ) és a vörös bizánci (besant de gueules) elnevezés is használatos. Minden másféle színű korongnak külön francia és angol neve van. A német Küchen (sütemény) elavult kifejezés a színes golyókra, különösen a fémborításúakra. Ennek szinonimája, a lepényes a színborítású golyók megnevezése.
Nyugat-Európában rendkívül gyakori, a magyar heraldikában azonban ritkán fordul elő. A Koller család bárói ágának címerében a fekete ráma "arany négyszegű gombokkal" van kirakva.

Bizánci (vagy bizáncizott) keret
Bizáncizott (fr: besanté, en: bezanty) azaz bizánciakkal bevetett pajzs. Ezt a fogalmat általában a rámára alkalmazzák, de használható a pajzsmezőre is
Bizánciakkal díszített harántpólya (fr: D'argent, à la bande de gueules, chargée de petits besants du champ)

## Lásd még
lepényes, korong, golyó, gyűrű (heraldika)